# Konotop (Lubusz)
Konotop is een dorp in de Poolse woiwodschap Lubusz. De plaats maakt deel uit van de gemeente Kolsko.

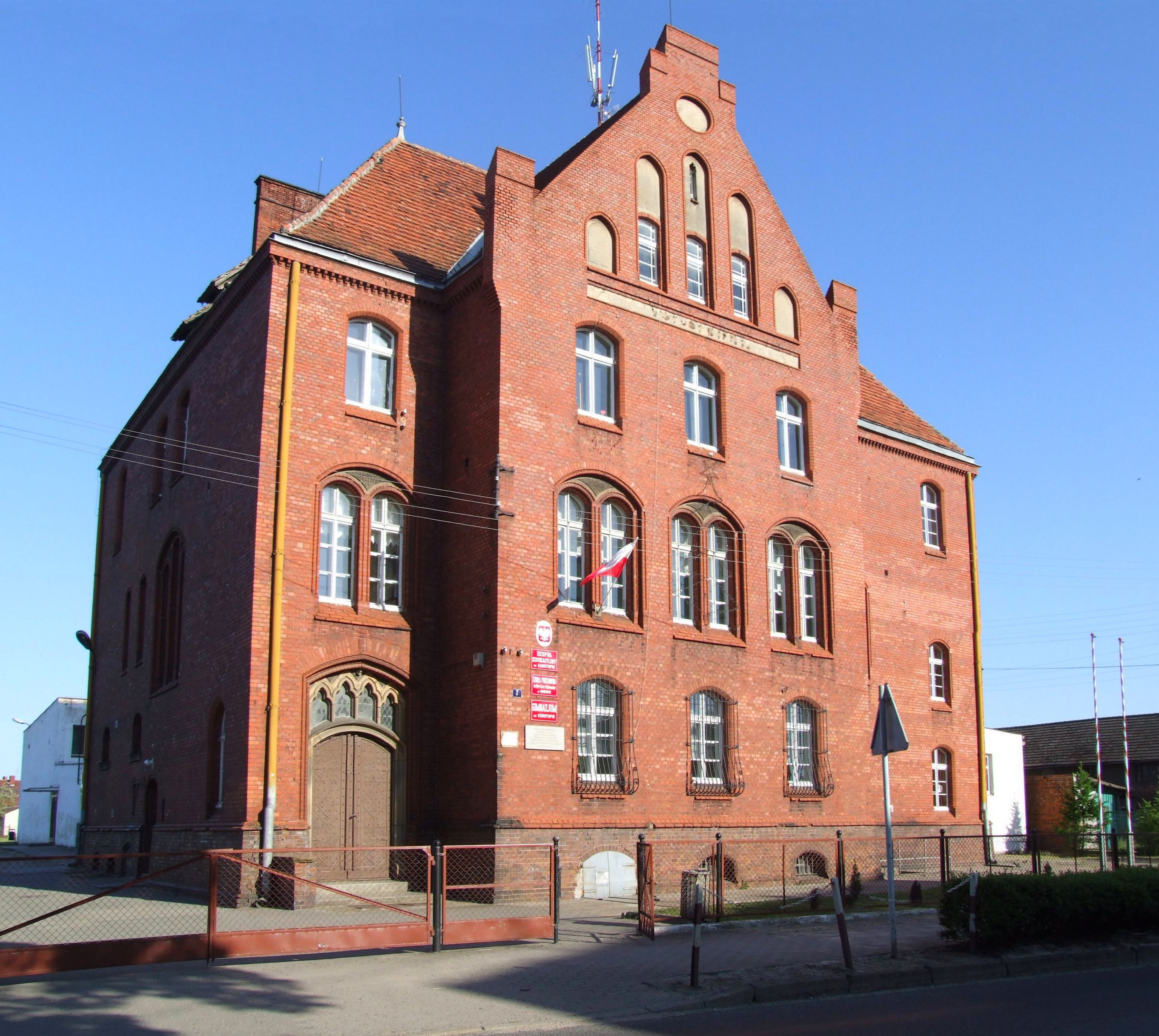
School van Konotop
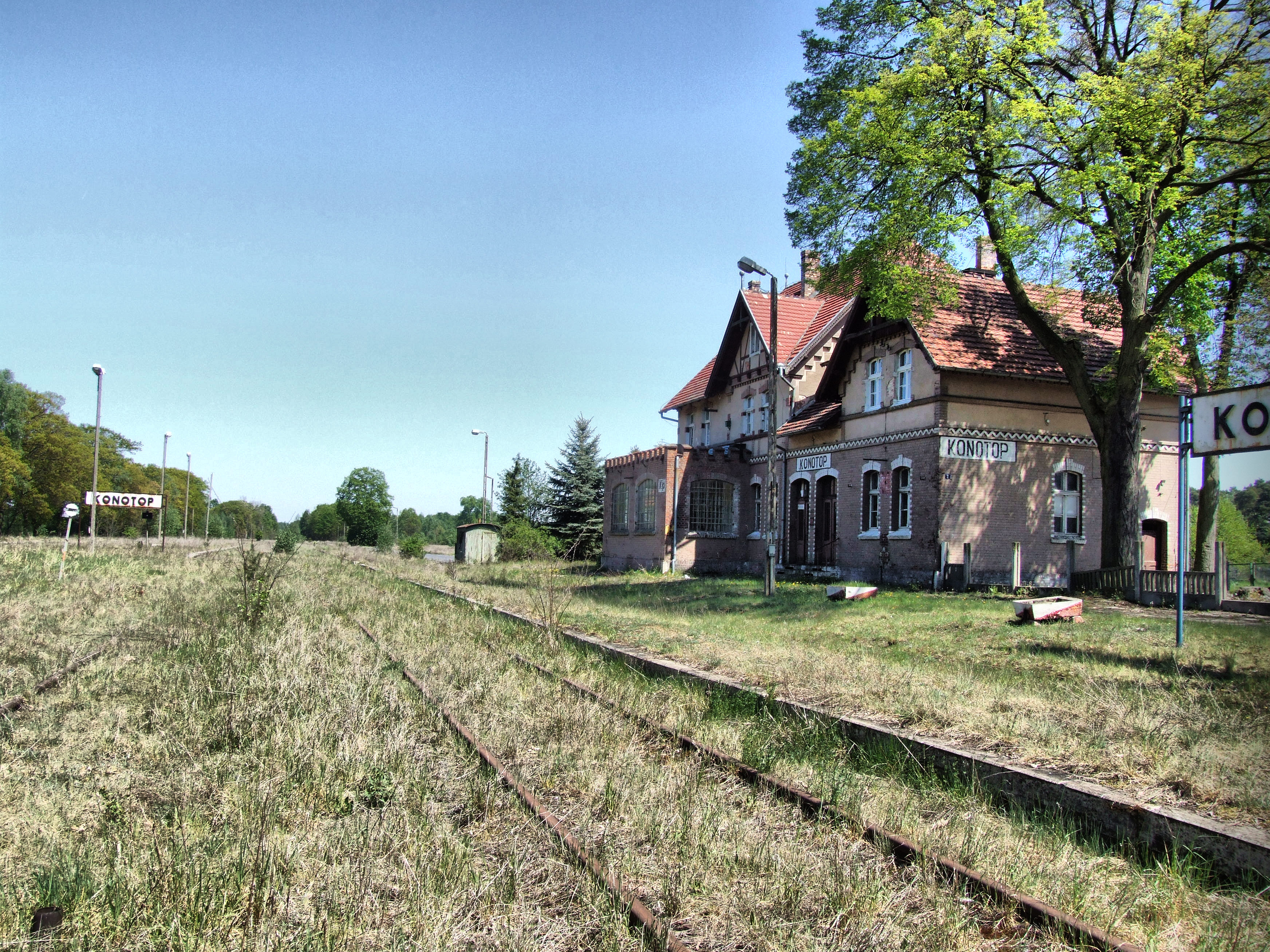
Station van Konotop

## Verkeer en vervoer
- Station Konotop